# Manuel Robles Aranguiz
Manuel Robles Aranguiz (Begoña, Bilbao, 1884 - Beskoitze, Lapurdi, 1982) fou un sindicalista i polític basc. Tipògraf de professió, fou un dels fundadors del sindicat nacionalista basc ELA-STV el 1911 i del que en fou secretari general durant la major part de la seva vida. El 1908 es va afiliar al PNB i treballà al diari Euzkadi. Es va haver d'exiliar a Argentina i a Tarbes durant la dictadura de Primo de Rivera el 1924-1927 i va donar suport la fracció Aberri del partit, dirigida per Eli de Gallastegui.
Fou elegit diputat pel Partit Nacionalista Basc a les eleccions generals espanyoles de 1931, 1933 i 1936. En esclatar la guerra civil espanyola es mantingué del costat dels republicans, i juntament amb Manuel de Irujo fou un dels artífex que el PNB es mantingués fidel al govern republicà. El 1938 hagué d'exiliar-se a Iparralde, on fundà el Comité de Ayuda a los Vascos i durant la Segona Guerra Mundial col·laboraria amb Xarxa "Alsace-Lorraine" de la Resistència francesa, raó per la qual fou condecorat per Charles de Gaulle. El 1952 tornà clandestinament a Bilbao per a reorganitzar el sindicat, però el 1953 fou detingut i empresonat a Martutene. Fou alliberat poc després per pressions internacionals i el 1960 torna a Iparralde. En el III Congrés d'ELA-STV, celebrat a Eibar el 30 i 31 d'octubre de 1976 fou escollit per a ocupar la Presidència, càrrec que va ocupar fins a la seva mort.